# Sekundærrute 443
De Sekundærrute 443 is een secundaire weg in Denemarken. De weg loopt van Tønder naar Aabenraa. De Sekundærrute 443 loopt door Zuid-Denemarken en is ongeveer 28 kilometer lang.